# Ministre d'Hisenda (Regne Unit)
El Ministre d'Hisenda (Chancellor of the Exchequer) és el títol del ministre britànic responsable de tots els afers econòmics i financers. Sovint simplement és anomenat The Chancellor (el Canceller), controla el Tresor de Sa Majestat i porta a terme un paper semblant als Ministres de Finances o a Secretari del Tresor en altres països. La seva posició és considerada com una de les quatre Grans Oficines de l'Estat (Great Offices of State), i sovint ha esdevingut l'oficina més poderosa a la política britànica després de la del Primer Ministre. Des del 2010 el Canceller de l'Erari és George Osborne.
El Canceller de l'Erari és el Segon Lord del Tresor com un dels Lords Comissionats per executar la tasca del Lord Alt Tresorer. Als segles xviii i xix era habitual que el Primer Ministre també servís com a Canceller de l'Erari si era membre de la Cambra dels Comuns; sent el darrer Canceller que també era Primer Lord del Tresor W.E. Gladstone el 1882. Antigament, quan el càrrec estava vacant, el Lord Cap de Justícia de l'Estrada Reial actuava temporalment com a Canceller. El darrer va ser Lord Denman el 1834.
És la tercera oficina estatal més antiga a la història anglesa i britànica, que en un inici portava la responsabilitat de l'Erari (Exchequer), la institució medieval anglesa de recol·lecció dels ingressos reials. El Canceller també controlà la política monetària així com la política fiscal, fins que el 1997 es concedí el control independent al Banc d'Anglaterra perquè controlés independentment les seves taxes d'interès. El Canceller també te cura de la despesa pública mitjançant els departaments del govern.
El càrrec no s'ha de confondre amb els càrrecs de Lord canceller o Canceller del Ducat de Lancaster, ambdós càrrecs del govern, el de Canceller de l'Alt Tribunal, un alt magistrat, o el de Lord Cap Baró de l'Erari, un antic càrrec judicial.

## Papers i responsabilitats

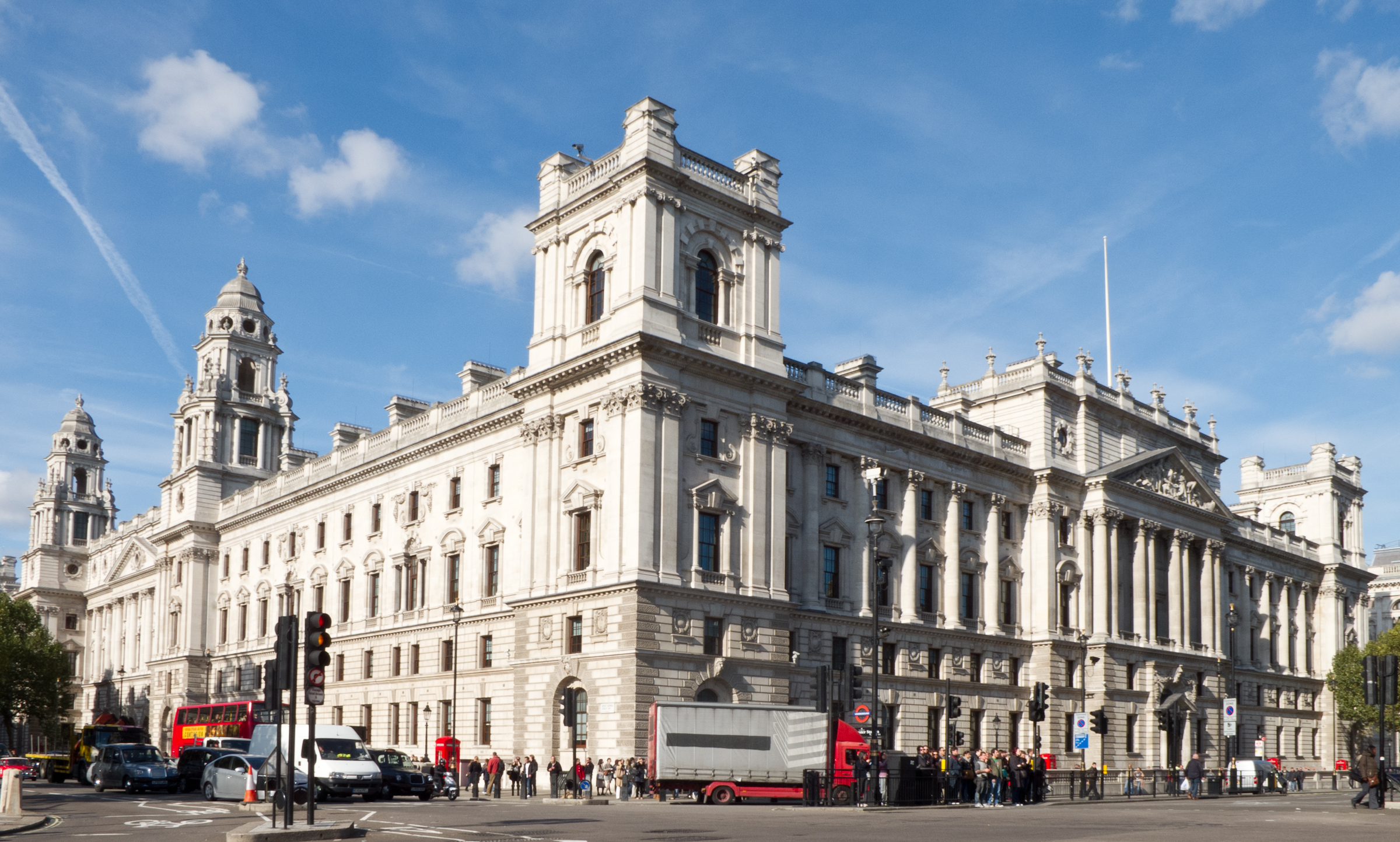
The Treasury, Whitehall

### Política fiscal
El Canceller té un gran control sobre altres departaments, car és la seva oficina la que estableix els límits de la despesa. La quantitat de poder que aquest obtingui depèn de la seva força personal, del seu status dins del partit i de la seva relació amb el Primer Ministre. Gordon Brown, qui era Canceller quan els Laboristes arribaren al poder el 1997, tenia una gran influència personal al partit. Potser a conseqüència d'això, Tony Blair optà per mantenir-lo al seu càrrec durant els seus deu anys com a Primer Ministre i va fer de Brown una inusal figura dominant. Aquesta situació va enfortir la ja existent tendència d'un segon lloc per a l'oficina del Canceller entre les oficines del Govern, per damunt dels seus parells tradicionals: el Foreign Secretaryship (Secretaria de Relacions Exteriors) i el Home Secretaryship (Secretaria de l'interior).
Una funció clau del Canceller implica l'elaboració del pressupost anual, que és resumit en un discurs davant la Cambra dels Comuns. Tradicionalment, el discurs sobre el pressupost es lliura un dimarts de març, car l'any fiscal britànic segueix el calendari julià. Des de 1993, el pressupost és precedit per la Declaració de Tardor ("Autumn Statement), on es troben les previsions de despesa del Govern per al proper any i que sol tenir lloc entre novembre i desembre aquesta vista prèvia també se la coneix com el mini-pressupost.

### Política Monetària
Tot i que actualment el Banc d'Anglaterra és responsable d'establir les taxes d'interès, el Canceller també desenvolupa un paper important a la política monetària, sent qui fixa la meta d'inflació per la qual el Banc ha d'establir les taxes d'interès que ajudin a assolir aquesta fita. A l'Acta del Banc d'Anglaterra de 1998 s'estableix que el Canceller té la facultat de nomenar a quatre dels nou membres del Comitè de Política Monetària (Monetary Policy Committee), els coneguts com a membres externs. També té un alt nivell d'influència sobre el nomenament del Governador del Banc i els seus diputats, i té el dret de consulta sobre el nomenament dels altres dos membres del Comitè de Política Monetària dins del Banc. La llei també permet que el Govern tingui la facultat de donar instruccions al Banc sobre els tipus d'interès durant un període limitat en circumstàncies extremes; però aquest poder mai no ha estat usat.

### Disposicions ministerials
Al Tresor de Sa Majestat, el Canceller compta amb el suport d'un equip polític de quatre caps subalterns i funcionaris públics permanents. El cap subaltern més important és el Secretari en Cap del Tresor (Chief Secretary to the Treasury), un membre del Govern qui inicia les negociacions amb els altres departaments del Govern sobre els detalls de la despesa pública i dels diners enviats a aquests departaments, seguit del Pagador General (Paymaster General), el Secretari Financer del Tresor (Financial Secretary to the Treasury) i el Secretari Econòmic del Tresor (Economic Secretary to the Treasury).
Dos funcionaris més reben el títol de Secretari del Tresor, tot i que no són ministerials. Són el Secretari Parlamentari del Tresor ( Parliamentary Secretary to the Treasury ), responsable de la disciplina de govern a la Cambra dels Comuns, i el Secretari Permanent del Ministeri del Tresor (Permanent Secretary to the Treasury ), que és el càrrec més important dins dels funcionaris públics.
El titular de l'oficina del Canceller és ex-ofici el Segon Lord del Tresor (Second Lord of the Treasury). Com a Segon Lord, la seva residència oficial és el número 11 de Downing Street a Londres, al costat de la residència del Primer Lord del Tresor (First Lord of the Treasury), càrrec generalment ocupat pel Primer Ministre, que resideix al 10 de Downing Street. Antigament aquestes dues cases eren residències privades, que avui serveixen com a oficines interconectades.
El Canceller passa a ser membre del Consell Privat del Regne Unit i, per tant, usa el prefix "Rt. Hon." (Right Honourable - Molt Honorable) davant del seu nom. Com que la Cambra dels Lords queda exclosa al tractar projectes de llei de Finances, l'oficina de l'Erari està limitada als membres de la Cambra dels Comuns.

## Llista dels Cancellers de l'Erari

### Cancellers de l'Erari d'Anglaterra, 1316-1327
| Name              | Accés al càrrec | Abandonament del càrrec |
| ----------------- | --------------- | ----------------------- |
| Hervey de Stanton | 1316            | 1327                    |

### Cancellers de l'Erari d'Anglaterra, c. 1558-1708
| Nom                      | Imatge             | Accés al càrrec        | Abandonament del càrrec |
| ------------------------ | ------------------ | ---------------------- | ----------------------- |
| Sir John Baker           | Sir John Baker     | c. 1558                | c. 1559                 |
| Sir Walter Mildmay       |                    | 1559                   | 1559                    |
| Sir John Fortescue       | Sense imatge       | 1589                   | 1603                    |
| El Comte de Dunbar       | Sense imatge       | 1603                   | 1606                    |
| Sir Julius Caesar        | Sir Julius Caesar  | 1606                   | 1614                    |
| Sir Fulke Greville       | Sir Fulke Greville | 1614                   | 1621                    |
| Sir Richard Weston       | Sir Richard Weston | 1621                   | 1628                    |
| Lord Barrett de Newburgh | Sense imatge       | 1628                   | 1629                    |
| Lord Cottington          | Lord Cottington    | 1629                   | 1642                    |
| Sir John Colepeper       | Sir John Colepeper | 1642                   | 1643                    |
| Sir Edward Hyde          | Sir Edward Hyde    | 19 July 1642           | 1646                    |
| Lord Ashley              | Lord Ashley        | 13 de maig de 1661     | 22 de novembre de 1672  |
| Sir John Duncombe        | Sense imatge       | 22 de novembre de 1672 | 2 de maig de 1676       |
| Sir John Ernle           | Sense imatge       | 2 de maig de 1676      | 9 d'abril de 1689       |
| Lord Delamere            | Lord Delamere      | 9 d'abril de 1689      | 18 de març de 1690      |
| Richard Hampden          | Sense imatge       | 18 de març de 1690     | 10 de maig de 1694      |
| Charles Montagu          | Charles Montagu    | 10 de maig de 1694     | 2 de juny de 1699       |
| John Smith               | John Smith         | 2 de juny de 1699      | 27 de març de 1701      |
| Hon. Henry Boyle         | Hon. Henry Boyle   | 27 de març de 1701     | 22 d'abril de 1708      |

### Cancellers de l'Erari de la Gran Bretanya, 1708-1817
| Nom | Nom                       | Imatge                    | Accés al càrrec        | Abandonament del càrrec | Partit Polític |
| --- | ------------------------- | ------------------------- | ---------------------- | ----------------------- | -------------- |
|     | Sir John Smith            | John Smith                | 22 d'abril de 1708     | 11 d'agost de 1710      | Partit Whig    |
|     | Robert Harley             | Robert Harley             | 11 d'agost de 1710     | 4 de juny de 1711       | Partit Tory    |
|     | Robert Benson             | Sense imatge              | 4 de juny de 1711      | 21 d'agost de 1713      | Partit Tory    |
|     | Sir William Wyndham, Bt   | Sir William Wyndham, Bt   | 21 d'agost de 1713     | 13 d'octubre de 1714    | Partit Tory    |
|     | Sir Richard Onslow, Bt    | Sir Richard Onslow, Bt    | 13 d'octubre de 1714   | 12 d'octubre de 1715    | Partit Whig    |
|     | Robert Walpole            | Robert Walpole            | 12 d'octubre de 1715   | 15 d'abril de 1717      | Partit Whig    |
|     | El Vescomte Stanhope      | El Vescomte Stanhope      | 15 d'abril de 1717     | 20 de març de 1718      | Partit Whig    |
|     | John Aislabie             | Sense imatge              | 20 de març de 1718     | 23 de gener de 1721     | Partit Whig    |
|     | Sir John Pratt            | Sense imatge              | 2 de febrer de         | 3 d'abril de 1721       | Partit Whig    |
|     | Sir Robert Walpole        | Robert Walpole            | 3 d'abril de 1721      | 12 de febrer de 1742    | Partit Whig    |
|     | Samuel Sandys             | Samuel Sandys             | 12 de febrer de 1742   | 12 de desembre de 1743  | Partit Whig    |
|     | Hon. Henry Pelham         | Hon. Henry Pelham         | 12 de desembre de 1743 | 8 de març de 1754       | Partit Whig    |
|     | Sir William Lee           | Sir William Lee           | 8 de març de           | 6 d'abril de 1754       | Partit Whig    |
|     | Hon. Henry Bilson Legge   | Hon. Henry Bilson Legge   | 6 d'abril de 1754      | 25 de novembre de 1755  | Partit Whig    |
|     | Sir George Lyttelton, Bt  | Sir George Lyttelton, Bt  | 25 de novembre de 1755 | 16 de novembre de 1756  | Partit Whig    |
|     | Hon. Henry Bilson Legge   | Hon. Henry Bilson Legge   | 16 de novembre de 1756 | 13 d'abril de 1757      | Partit Whig    |
|     | Lord Mansfield            | Lord Mansfield            | 13 d'abril de          | 2 de juliol de 1757     | Partit Whig    |
|     | Hon. Henry Bilson Legge   | Hon. Henry Bilson Legge   | 2 de juliol de 1757    | 19 de març de 1761      | Partit Whig    |
|     | El Vescomte Barrington    | El Vescomte Barrington    | 19 de març de 1761     | 29 de maig de 1762      | Partit Whig    |
|     | Sir Francis Dashwood, Bt  | Sir Francis Dashwood, Bt  | 29 de maig de 1762     | 16 d'abril de 1763      | Partit Tory    |
|     | Hon. George Grenville     | Hon. George Grenville     | 16 d'abril de 1763     | 16 de juliol de 1765    | Partit Whig    |
|     | William Dowdeswell        | Sense imatge              | 16 de juliol de 1765   | 2 d'agost de 1766       | Partit Whig    |
|     | Hon. Charles Townshend    | Hon. Charles Townshend    | 2 d'agost de 1766      | 4 de setembre de 1767   | Partit Whig    |
|     | Lord North                | Lord North                | 11 de setembre de 1767 | 27 de març de 1782      | Partit Tory    |
|     | Lord John Cavendish       | Sense imatge              | 27 de març de 1782     | 10 de juliol de 1782    | Partit Whig    |
|     | Hon. William Pitt el Jove | Hon. William Pitt el Jove | 10 de juliol de 1782   | 31 de març de 1783      | Partit Whig    |
|     | Lord John Cavendish       | Sense imatge              | 2 d'abril de 1783      | 19 de desembre de 1783  | Partit Whig    |
|     | Hon. William Pitt el Jove | Hon. William Pitt el Jove | 19 de desembre de 1783 | 14 de març de 1801      | Tory           |
|     | Henry Addington           | Henry Addington           | 14 de març de 1801     | 10 de maig de 1804      | Tory           |
|     | Hon. William Pitt el Jove | Hon. William Pitt el Jove | 10 de maig de 1804     | 23 de gener de 1806     | Tory           |
|     | Lord Henry Petty          |                           | 5 de febrer de 1806    | 26 de març de 1807      | Whig           |
|     | Hon. Spencer Perceval     | Hon. Spencer Perceval     | 26 de març de 1807     | 12 de maig de 1812      | Tory           |
|     | Nicholas Vansittart       | Nicholas Vansittart       | 12 de maig de 1812     | 12 de juliol de 1817    | Tory           |

### Cancellers de l'Erari del Regne Unit, 1817-1902
Tot i que els regnes de la Gran Bretanya i d'Irlanda havien quedat units mitjançant l'Acta d'Unió de 1800, els Eraris d'ambdós regnes no es van consolidar fins al 1817. Per als cancellers irlandesos anteriors a aquesta data, veure Canceller de l'Erari Irlandès.
| Nom | Nom                            | Imatge                         | Accés al càrrec        | Abandonament del càrrec | Partit Polític    |
| --- | ------------------------------ | ------------------------------ | ---------------------- | ----------------------- | ----------------- |
|     | Nicholas Vansittart            | Nicholas Vansittart            | 12 de juliol de 1817   | 31 de gener de 1823     | Tory              |
|     | Hon. Frederick John Robinson   | Hon. Frederick John Robinson   | 31 de gener de 1823    | 20 d'abril de 1827      | Tory              |
|     | George Canning                 | George Canning                 | 20 d'abril de 1827     | 8 d'agost de 1827       | Tory              |
|     | Lord Tenterden                 | Lord Tenterden                 | 8 d'agost de 1827      | 3 de setembre de 1827   | Tory              |
|     | John Charles Herries           | Sense imatge                   | 3 de setembre de 1827  | 26 de gener de 1828     | Tory              |
|     | Henry Goulburn                 | Sense imatge                   | 26 de gener de 1828    | 22 de novembre de 1830  | Tory              |
|     | Viscount Althorp               | Viscount Althorp               | 22 de novembre de 1830 | 14 de novembre de 1834  | Whig              |
|     | Lord Denman (interim)          | Lord Denman (interim)          | 14 de novembre de 1834 | 15 de desembre de 1834  | Whig              |
|     | Sir Robert Peel, Bt            | Sir Robert Peel, Bt            | 15 de desembre de 1834 | 8 d'abril de 1835       | Conservador       |
|     | Thomas Spring Rice             | Thomas Spring Rice             | 18 d'abril de 1835     | 26 d'agost de 1839      | Whig              |
|     | Francis Baring                 | Sense imatge                   | 26 d'agost de 1839     | 30 d'agost de 1841      | Whig              |
|     | Henry Goulburn                 | Sense imatge                   | 3 de setembre de 1841  | 27 de juny de 1846      | Conservador       |
|     | Sir Charles Wood, Bt           | Sir Charles Wood, Bt           | 6 de juliol de 1846    | 21 de febrer de 1852    | Whig              |
|     | Benjamin Disraeli              | Benjamin Disraeli              | 27 de febrer de 1852   | 17 de desembre de 1852  | Conservador       |
|     | William Gladstone              | William Gladstone              | 28 de desembre de 1852 | 28 de febrer de 1855    | Peelite           |
|     | Sir George Cornewall Lewis, Bt | Sir George Cornewall Lewis, Bt | 28 de febrer de 1855   | 21 de febrer de 1858    | Whig              |
|     | Benjamin Disraeli              | Benjamin Disraeli              | 26 de febrer de 1858   | 11 de juny de 1859      | Conservador       |
|     | William Gladstone              | William Gladstone              | 18 de juny de 1859     | 26 de juny de 1866      | Liberal           |
|     | Benjamin Disraeli              | Benjamin Disraeli              | 6 de juliol de 1866    | 29 de febrer de 1868    | Conservador       |
|     | George Ward Hunt               | George Ward Hunt               | 29 de febrer de 1868   | 1 de desembre de 1868   | Conservador       |
|     | Robert Lowe                    |                                | 9 de desembre de 1868  | 11 d'agost de 1873      | Liberal           |
|     | William Gladstone              | William Gladstone              | 11 d'agost de 1873     | 17 de febrer de 1874    | Liberal           |
|     | Sir Stafford Northcote, Bt     |                                | 21 de febrer de 1874   | 21 d'abril de 1880      | Conservador       |
|     | William Gladstone              | William Gladstone              | 28 d'abril de 1880     | 16 de desembre de 1882  | Liberal           |
|     | Hugh Childers                  | Sense imatge                   | 16 de desembre de 1882 | 9 de juny de 1885       | Liberal           |
|     | Sir Michael Hicks Beach, Bt    | Sense imatge                   | 24 de juny de 1885     | 28 de gener de 1886     | Conservador       |
|     | Sir William Vernon Harcourt    | Sir William Vernon Harcourt    | 6 de febrer de 1886    | 20 de juliol de 1886    | Liberal           |
|     | Lord Randolph Churchill        | Lord Randolph Churchill        | 3 d'agost de 1886      | 22 de desembre de 1886  | Conservador       |
|     | George Goschen                 | Sense imatge                   | 14 de gener de 1887    | 11 d'agost de 1892      | Liberal Unionista |
|     | Sir William Vernon Harcourt    | Sir William Vernon Harcourt    | 18 d'agost de 1892     | 21 de juny de 1895      | Liberal           |
|     | Sir Michael Hicks Beach, Bt    | Sense imatge                   | 29 de juny de 1895     | 11 d'agost de 1902      | Conservador       |

### Cancellers de l'Erari del Regne Unit, 1902-present
| Nom | Nom                    | Imatge                 | Accés al càrrec        | Abandonament del càrrec | Partit Polític                                                        |
| --- | ---------------------- | ---------------------- | ---------------------- | ----------------------- | --------------------------------------------------------------------- |
|     | Charles Ritchie        | Charles Ritchie        | 11 d'agost de 1902     | 9 d'octubre de 1903     | Conservador                                                           |
|     | Austen Chamberlain     | Austen Chamberlain     | 9 d'octubre de 1903    | 4 de desembre de 1905   | Liberal Unionista                                                     |
|     | H. H. Asquith          | H. H. Asquith          | 10 de desembre de 1905 | 12 d'abril de 1908      | Liberal                                                               |
|     | David Lloyd George     | David Lloyd George     | 12 d'abril de 1908     | 25 de maig de 1915      | Liberal                                                               |
|     | Reginald McKenna       | Reginald McKenna       | 25 de maig de 1915     | 10 de desembre de 1916  | Liberal                                                               |
|     | Andrew Bonar Law       | Andrew Bonar Law       | 10 de desembre de 1916 | 10 de gener de 1919     | Conservador                                                           |
|     | Austen Chamberlain     | Austen Chamberlain     | 10 de gener de 1919    | 1 d'abril de 1921       | Conservador                                                           |
|     | Sir Robert Horne       | Sense imatge           | 1 d'abril de 1921      | 19 d'octubre de 1922    | Conservador                                                           |
|     | Stanley Baldwin        | Stanley Baldwin        | 27 d'octubre de 1922   | 27 d'agost de 1923      | Conservador                                                           |
|     | Neville Chamberlain    | Neville Chamberlain    | 27 d'agost de 1923     | 22 de gener de 1924     | Conservador                                                           |
|     | Philip Snowden         | Philip Snowden         | 22 de gener de 1924    | 3 de novembre de 1924   | Partit Laborista                                                      |
|     | Winston Churchill      | Winston Churchill      | 6 de novembre de 1924  | 4 de juny de 1929       | Conservador                                                           |
|     | Philip Snowden         | Philip Snowden         | 7 de juny de 1929      | 5 de novembre de 1931   | Partit Laborista (1929 - 1931) Organització Nacional Laborista (1931) |
|     | Neville Chamberlain    | Neville Chamberlain    | 5 de novembre de 1931  | 28 de maig de 1937      | Conservador                                                           |
|     | Sir John Simon         | Sir John Simon         | 28 de maig de 1937     | 12 de maig de 1940      | Liberal Nacional                                                      |
|     | Sir Kingsley Wood      | Kingsley Wood          | 12 de maig de 1940     | 21 de setembre de 1943  | Conservador                                                           |
|     | Sir John Anderson      | Sense imatge           | 24 de setembre de 1943 | 26 de juliol de 1945    | Nacional Independent                                                  |
|     | Hugh Dalton            | Hugh Dalton            | 27 de juliol de 1945   | 13 de novembre de 1947  | Partit Laborista                                                      |
|     | Sir Stafford Cripps    | Sir Stafford Cripps    | 13 de novembre de 1947 | 19 d'octubre de 1950    | Partit Laborista                                                      |
|     | Hugh Gaitskell         | Hugh Gaitskell         | 19 d'octubre de 1950   | 26 d'octubre de 1951    | Partit Laborista                                                      |
|     | Rab Butler             | Rab Butler             | 26 d'octubre de 1951   | 20 de desembre de 1955  | Conservador                                                           |
|     | Harold Macmillan       | Harold Macmillan       | 20 de desembre de 1955 | 13 de gener de 1957     | Conservador                                                           |
|     | Peter Thorneycroft     | Peter Thorneycroft     | 13 de gener de 1957    | 6 de gener de 1958      | Conservador                                                           |
|     | Derick Heathcoat Amory | Derick Heathcoat Amory | 6 de gener de 1958     | 27 de juliol de 1960    | Conservador                                                           |
|     | Selwyn Lloyd           | Selwyn Lloyd           | 27 de juliol de 1960   | 13 de juliol de 1962    | Conservador                                                           |
|     | Reginald Maudling      | Sense imatge           | 13 de juliol de 1962   | 16 d'octubre de 1964    | Conservador                                                           |
|     | James Callaghan        | James Callaghan        | 16 d'octubre de 1964   | 30 de novembre de 1967  | Partit Laborista                                                      |
|     | Roy Jenkins            | Roy Jenkins            | 30 de novembre de 1967 | 19 de juny de 1970      | Partit Laborista                                                      |
|     | Iain Macleod           | Sense imatge           | 20 de juny de 1970     | 20 de juliol de 1970    | Conservador                                                           |
|     | Anthony Barber         | Sense imatge           | 25 de juliol de 1970   | 28 de febrer de 1974    | Conservador                                                           |
|     | Denis Healey           | Denis Healey           | 1 de març de 1974      | 4 de maig de 1979       | Partit Laborista                                                      |
|     | Sir Geoffrey Howe      | Geoffrey Howe          | 4 de maig de 1979      | 11 de juny de 1983      | Conservador                                                           |
|     | Nigel Lawson           | Nigel Lawson           | 11 de juny de 1983     | 26 d'octubre de 1989    | Conservador                                                           |
|     | John Major             | John Major             | 26 d'octubre de 1989   | 28 de novembre de 1990  | Conservador                                                           |
|     | Norman Lamont          | Norman Lamont          | 28 de novembre de 1990 | 27 de maig de 1993      | Conservador                                                           |
|     | Kenneth Clarke         | Kenneth Clarke         | 27 de maig de 1993     | 2 de maig de 1997       | Conservador                                                           |
|     | Gordon Brown           | Gordon Brown           | 2 de maig de 1997      | 27 de juny de 2007      | Partit Laborista                                                      |
|     | Alistair Darling       | Alistair Darling       | 28 de juny de 2007     | 11 de maig de 2010      | Partit Laborista                                                      |
|     | George Osborne         | George Osborne         | 12 de maig de 2010     | 13 de juliol de 2016    | Conservador                                                           |
|     | Philip Hammond         | Philip Hammond         | 13 de juliol de 2016   | 24 de juliol de 2019    | Conservador                                                           |
|     | Sajid Javid            | Sajid Javid            | 24 de juliol de 2019   | 13 de febrer de 2020    | Conservador                                                           |
|     | Rishi Sunak            | Rishi Sunak            | 13 de febrer de 2020   | 5 de juliol de 2022     | Conservador                                                           |
|     | Nadhim Zahawi          | Nadhim Zahawi          | 5 de juliol de 2022    | 6 de setembre de 2022   | Conservador                                                           |
|     | Kwasi Kwarteng         | Kwasi Kwarteng         | 6 de setembre de 2022  | 14 d'octubre de 2022    | Conservador                                                           |
|     | Jeremy Hunt            | Jeremy Hunt            | 14 d'octubre de 2022   | actualitat              | Conservador                                                           |